# Comunidad Tierra Blanca
Comunidad Tierra Blanca är en ort i Mexiko.   Den ligger i kommunen Tampamolón Corona och delstaten San Luis Potosí, i den sydöstra delen av landet, 230 km norr om huvudstaden Mexico City. Comunidad Tierra Blanca ligger 84 meter över havet och antalet invånare är 286.
Terrängen runt Comunidad Tierra Blanca är platt. Runt Comunidad Tierra Blanca är det ganska glesbefolkat, med 50 invånare per kvadratkilometer. Närmaste större samhälle är Tampacan, 12,1 km söder om Comunidad Tierra Blanca. Omgivningarna runt Comunidad Tierra Blanca är en mosaik av jordbruksmark och naturlig växtlighet.